# はらぺこ探検隊
『はらぺこ探検隊』（はらぺこたんけんたい）は、1992年4月2日から1993年9月30日まで関西テレビで放送された情報グルメ料理番組。関西ローカルの昼前番組で、毎週木曜日11:00 - 11:25。

## 概要
関西テレビの正社員（一部除く）で編成局アナウンス部を所属するアナウンサーが全員レギュラーで出演した番組で、番組内容はアナウンサーがグルメレポートの取材やスタジオで料理コーナーをまつわる番組。

## 出演者

### 司会
- 熊谷真実
- 桑原征平（当時・関西テレビアナウンサー）

### レギュラー
※ほとんどが関西テレビアナウンサー
- 男性
  - 杉本清（当時）
  - 杉山一雄（当時）
  - 岡本栄（当時）
  - 毛利八郎（当時、現:編成局アナウンス部長）
  - 梅田淳（当時）
  - 山本浩之（当時）
  - 石巻ゆうすけ（当時、現:営業局）
  - 大橋雄介
- 女性
  - 片山三喜子（当時、現:編成局宣伝部専任部次長）
  - 中島優子（当時、現:総務局人事部）
  - 関純子